# Mirosternus sordidus
Mirosternus sordidus är en skalbaggsart som beskrevs av Perkins 1910. Mirosternus sordidus ingår i släktet Mirosternus och familjen trägnagare. Inga underarter finns listade i Catalogue of Life.